# فيكتور أويارزون
فيكتور أويارزون (بالإسبانية: Víctor Oyarzún)‏ هو مدرب كرة قدم ولاعب كرة قدم تشيلي، ولد في 18 يونيو 1980 في كاسترو في تشيلي. لعب مع ديبورتيس أنتوفاغاستا.

## وصلات خارجية
- فيكتور أويارزون على موقع قاعدة بيانات كرة القدم.إي يو (الإنجليزية)
- فيكتور أويارزون على موقع Soccerway.com (الإنجليزية)